# أولريكه فينتر
أولريكه فينتر (بالإنجليزية: Ulrike Winter)‏ هي مبارزة بالسيف أسترالية، ولدت في 24 نوفمبر 1940.

## وصلات خارجية
- أولريكه فينتر على موقع أوليمبيديا (الإنجليزية)
- أولريكه فينتر على موقع اللجنة الأولمبية الأسترالية (الإنجليزية)